# 2. ŽNL Vukovarsko-srijemska NS Vukovar 2009./10.
| Mj. | Klub                  | Sus. | Pobj. | Ner. | Por. | GR.   | Bod. |
| --- | --------------------- | ---- | ----- | ---- | ---- | ----- | ---- |
| 1.  | NK Sloga Borovo       | 22   | 14    | 6    | 2    | 66:31 | 48   |
| 2.  | NK Sinđelić Trpinja   | 22   | 13    | 6    | 3    | 41:18 | 45   |
| 3.  | HNK Radnički Vukovar  | 22   | 13    | 3    | 6    | 50:34 | 42   |
| 4.  | NK Lovas              | 22   | 12    | 2    | 8    | 57:43 | 38   |
| 5.  | NK Croatia Bogdanovci | 22   | 9     | 5    | 8    | 47:42 | 32   |
| 6.  | NK Sremac Ilača       | 22   | 9     | 3    | 10   | 50:53 | 30   |
| 7.  | NK Borac Bobota       | 22   | 7     | 5    | 10   | 37:45 | 26   |
| 8.  | NK Hajduk Bapska      | 22   | 7     | 4    | 11   | 34:52 | 25   |
| 9.  | NK Šarengrad          | 22   | 5     | 9    | 8    | 35:34 | 24   |
| 10. | NK Negoslavci         | 22   | 6     | 4    | 12   | 34:49 | 22   |
| 11. | ŠNK Dunav Sotin       | 22   | 4     | 7    | 11   | 31:56 | 19   |
| 12. | NK Sloga Pačetin      | 22   | 5     | 2    | 15   | 33:58 | 17   |

## Rezultati
| NK Šarengrad - HNK Radnički Vukovar 1:3 NK Sremac Ilača - NK Borac Bobota 3:0 NK Sloga Pačetin - NK Croatia Bogdanovci 2:1 ŠNK Dunav Sotin - NK Hajduk Bapska 2:2 NK Lovas - NK Sloga Borovo 1:1 NK Sinđelić Trpinja - NK Negoslavci 3:1 | HNK Radnički Vukovar – NK Negoslavci 4:3 NK Sloga Borovo – NK Sinđelić Trpinja 1:1 NK Hajduk Bapska – NK Lovas 3:4 NK Croatia Bogdanovci – ŠNK Dunav Sotin 3:3 NK Borac Bobota – NK Sloga Pačetin 1:1 NK Šarengrad – NK Sremac Ilača 3:3    | NK Sremac Ilača – HNK Radnički Vukovar 1:2 NK Sloga Pačetin – NK Šarengrad 0:0 ŠNK Dunav Sotin – NK Borac Bobota 1:1 NK Lovas – NK Croatia Bogdanovci 4:1 NK Sinđelić Trpinja – NK Hajduk Bapska 1:1 NK Negoslavci – NK Sloga Borovo 1:1 |
| HNK Radnički Vukovar – NK Sloga Borovo 2:1 NK Hajduk Bapska – NK Negoslavci 2:1 NK Croatia Bogdanovci – NK Sinđelić Trpinja 1:1 NK Borac Bobota – NK Lovas 2:4 Šarngrad – ŠNK Dunav Sotin 0:0 NK Sremac Ilača – NK Sloga Pačetin 5:1     | NK Sloga Pačetin – HNK Radnički Vukovar 3:1 ↓1 ŠNK Dunav Sotin – NK Sremac Ilača 1:1 NK Lovas – NK Šarengrad 5:2 NK Sinđelić Trpinja – NK Borac Bobota 1:1 NK Negoslavci – NK Croatia Bogdanovci 0:3 NK Sloga Borovo – NK Hajduk Bapska 8:0 | HNK Radnički Vukovar – NK Hajduk Bapska 2:0 NK Croatia Bogdanovci – NK Sloga Borovo 1:3 NK Borac Bobota – NK Negoslavci 5:0 NK Šarengrad – NK Sinđelić Trpinja 1:1 NK Sremac Ilača – NK Lovas 2:0 NK Sloga Pačetin – ŠNK Dunav Sotin 0:2 |
| ŠNK Dunav Sotin – HNK Radnički Vukovar 0:3 NK Lovas – NK Sloga Pačetin 6:1 NK Sinđelić Trpinja – NK Sremac Ilača 2:0 NK Negoslavci – NK Šarengrad 2:1 NK Sloga Borovo – NK Borac Bobota 3:1 NK Hajduk Bapska – NK Croatia Bogdanovci 0:2 | HNK Radnički Vukovar – NK Croatia Bogdanovci 0:0 NK Borac Bobota – NK Hajduk Bapska 3:0 NK Šarengrad – NK Sloga Borovo 3:3 NK Sremac Ilača – NK Negoslavci 3:0 NK Sloga Pačetin – NK Sinđelić Trpinja 1:3 ŠNK Dunav Sotin – NK Lovas 0:2    | NK Lovas – HNK Radnički Vukovar 4:2 NK Sinđelić Trpinja – ŠNK Dunav Sotin 3:0 NK Negoslavci – NK Sloga Pačetin 4:1 NK Sloga Borovo – NK Sremac Ilača 2:2 NK Hajduk Bapska – NK Šarengrad 1:1 NK Croatia Bogdanovci – NK Borac Bobota 0:1 |
| HNK Radnički Vukovar – NK Borac Bobota 2:0 NK Šarengrad – NK Croatia Bogdanovci 2:2 NK Sremac Ilača – NK Hajduk Bapska 4:2 NK Sloga Pačetin – NK Sloga Borovo 1:2 ŠNK Dunav Sotin – NK Negoslavci 1:1 NK Lovas – NK Sinđelić Trpinja 3:1 | NK Sinđelić Trpinja – HNK Radnički Vukovar 3:0 NK Negoslavci – NK Lovas 1:4 NK Sloga Borovo – ŠNK Dunav Sotin 6:1 NK Hajduk Bapska – NK Sloga Pačetin 3:1 NK Croatia Bogdanovci – NK Sremac Ilača 2:0 NK Borac Bobota – NK Šarengrad 2:1    | HNK Radnički Vukovar – NK Šarengrad 1:1 NK Hajduk Bapska – ŠNK Dunav Sotin 1:0 NK Negoslavci – NK Sinđelić Trpinja 0:0 NK Sloga Borovo – NK Lovas 4:1 NK Croatia Bogdanovci – NK Sloga Pačetin 4:0 NK Borac Bobota – NK Sremac Ilača 4:2 |
| NK Lovas – NK Hajduk Bapska 0:2 NK Sremac Ilača – NK Šarengrad 3:0 NK Sloga Pačetin – NK Borac Bobota 2:3 ŠNK Dunav Sotin – NK Croatia Bogdanovci 1:4 NK Sinđelić Trpinja – NK Sloga Borovo 1:2 NK Negoslavci – HNK Radnički Vukovar 1:4 | NK Hajduk Bapska – NK Sinđelić Trpinja 0:1 NK Sloga Borovo – NK Negoslavci 1:1 NK Croatia Bogdanovci – NK Lovas 2:1 NK Borac Bobota – ŠNK Dunav Sotin 3:3 NK Šarengrad – NK Sloga Pačetin 5:0 HNK Radnički Vukovar – NK Sremac Ilača 7:0    | NK Sloga Borovo – HNK Radnički Vukovar 5:2 NK Negoslavci – NK Hajduk Bapska 4:0 NK Sinđelić Trpinja – NK Croatia Bogdanovci 2:0 NK Lovas – NK Borac Bobota 3:0 ŠNK Dunav Sotin – NK Šarengrad 1:4 NK Sloga Pačetin – NK Sremac Ilača 0:1 |
| HNK Radnički Vukovar – NK Sloga Pačetin 3:1 NK Sremac Ilača – ŠNK Dunav Sotin 2:4 NK Šarengrad – NK Lovas 5:0 NK Borac Bobota – NK Sinđelić Trpinja 2:0 NK Croatia Bogdanovci – NK Negoslavci 4:2 NK Hajduk Bapska – NK Sloga Borovo 0:3 | ŠNK Dunav Sotin – NK Sloga Pačetin 3:1 NK Lovas – NK Sremac Ilača 5:3 NK Sinđelić Trpinja – NK Šarengrad 1:0 NK Negoslavci – NK Borac Bobota 1:0 NK Sloga Borovo – NK Croatia Bogdanovci 5:3 NK Hajduk Bapska – HNK Radnički Vukovar 2:1    | NK Croatia Bogdanovci - NK Hajduk Bapska 2:1 NK Borac Bobota - NK Sloga Borovo 1:4 NK Šarengrad - NK Negoslavci 2:0 NK Sremac Ilača - NK Sinđelić Trpinja 1:5 NK Sloga Pačetin - NK Lovas 3:2 HNK Radnički Vukovar - ŠNK Dunav Sotin 3:1 |
| NK Lovas - ŠNK Dunav Sotin 2:3 NK Sinđelić Trpinja - NK Sloga Pačetin 2:0 NK Negoslavci - NK Sremac Ilača 4:1 NK Sloga Borovo - NK Šarengrad 2:1 NK Hajduk Bapska - NK Borac Bobota 5:1 NK Croatia Bogdanovci - HNK Radnički Vukovar 1:2 | NK Borac Bobota – NK Croatia Bogdanovci 5:5 NK Šarengrad – NK Hajduk Bapska 1:1 NK Sremac Ilača – NK Sloga Borovo 4:1 NK Sloga Pačetin – NK Negoslavci 4:1 ŠNK Dunav Sotin – NK Sinđelić Trpinja 2:4 HNK Radnički Vukovar – NK Lovas 2:2    | NK Sinđelić Trpinja – NK Lovas 2:0 NK Negoslavci – ŠNK Dunav Sotin 5:1 NK Sloga Borovo – NK Sloga Pačetin 3:2 NK Hajduk Bapska – NK Sremac Ilača 5:2 NK Croatia Bogdanovci – NK Šarengrad 2:2 NK Borac Bobota – HNK Radnički Vukovar 1:3 |
| NK Šarengrad - NK Borac Bobota 1:0 NK Sremac Ilača - NK Croatia Bogdanovci 7:3 NK Sloga Pačetin - NK Hajduk Bapska 8:3 ŠNK Dunav Sotin - NK Sloga Borovo 1:5 NK Lovas - NK Negoslavci 4:1 HNK Radnički Vukovar - NK Sinđelić Trpinja 1:3 | | |